# شهرستان آنپینگ
شهرستان آنپینگ (به لاتین: Anping County) یک منطقهٔ مسکونی در چین است که در هنگشوی واقع شده‌است. شهرستان آنپینگ ۲۹ متر بالاتر از سطح دریا واقع شده‌است.